# V.90
V.90 je standard pro modemovou komunikaci. Rychlost downloadu je 56 kbit/s, uploadu 33,6 kbit/s. Standard byl schválen v září roku 1998. Rozšířený standard V.90 je označován jako V.92.